# 5613 Donskoj
5613 Donskoj (1976 YP1) là một tiểu hành tinh vành đai chính được phát hiện ngày 16 tháng 12 năm 1976 bởi Chernykh, L. I. ở Nauchnyj.